# Hemicarpenteles paradoxum
Hemicarpenteles paradoxum är en svampart som beskrevs av A.K. Sarbhoy & Elphick 1968. Hemicarpenteles paradoxum ingår i släktet Hemicarpenteles och familjen Trichocomaceae.   Inga underarter finns listade i Catalogue of Life.